# Râul Săliște, Olt
Râul Săliște este un curs de apă, afluent al râului Olt. 